# Farmàcia Puigoriol
La Farmàcia Puigoriol és un establiment a la confluència dels carrers Mallorca i Girona, al barri de la Dreta de l'Eixample de Barcelona, catalogat com a establiment d'interès (categoria E2).

## Història
La farmàcia va ser fundada per Andreu Puigoriol i Botey l'any 1913, i des de llavors ha anat passant de generació en generació fins a l'actualitat.

## Descripció
Es troba en un edifici de planta baixa, entresòl i quatre pisos, projectat per l'arquitecte Juli Maria Fossas i Martínez en estil classicista amb reminiscències modernistes. A la planta baixa, darrere d'uns arcs estil Tudor que, conjuntament amb els frontons del coronament, són els aspectes formalment modernistes de l'edifici. La botiga pròpiament dita està totalment decorada a l'estil modernista, destacant el treball de fusteria i vidre pintat que cobreix pràcticament tota la superfície, adaptant-se a les formes curvilínies dels forats. La decoració de l'interior també respon a les formes del llenguatge modernista. La decoració s'atribueix al constructor Marià Pau (que va construir també la resta de l'edifici), amb mobiliari dissenyat per Pere Anglés, fusteria de Francesc Torres i marbre dels germans Nogués. Es conserva encara bona part del mobiliari, pots de ceràmica, antics llums de gas i la distribució inicial de l'establiment amb una rebotiga separada per una arcada de fusta. També són destacables les pedres incrustades als vidres exteriors bisellats.

## Galeria d'imatges

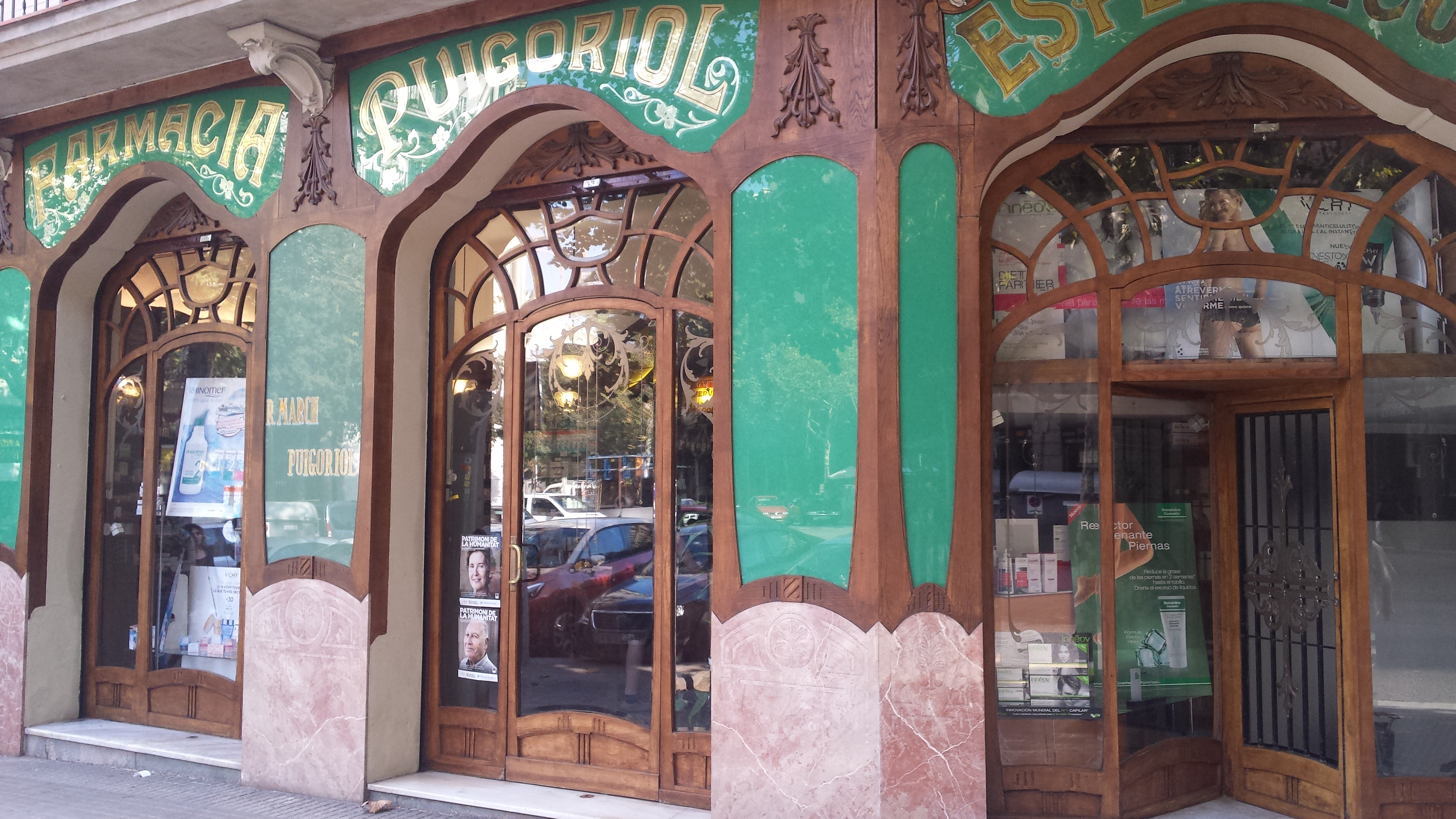
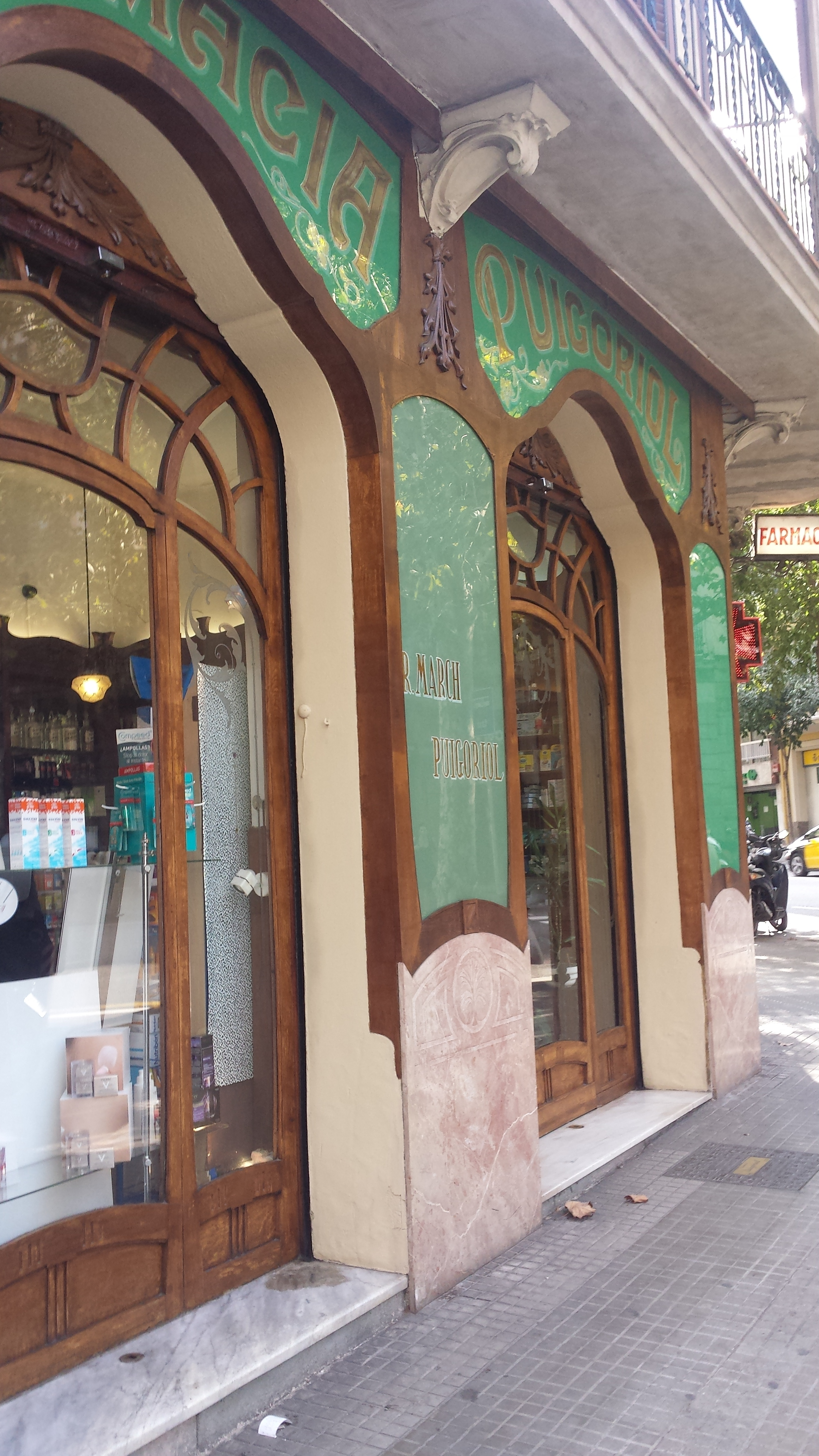
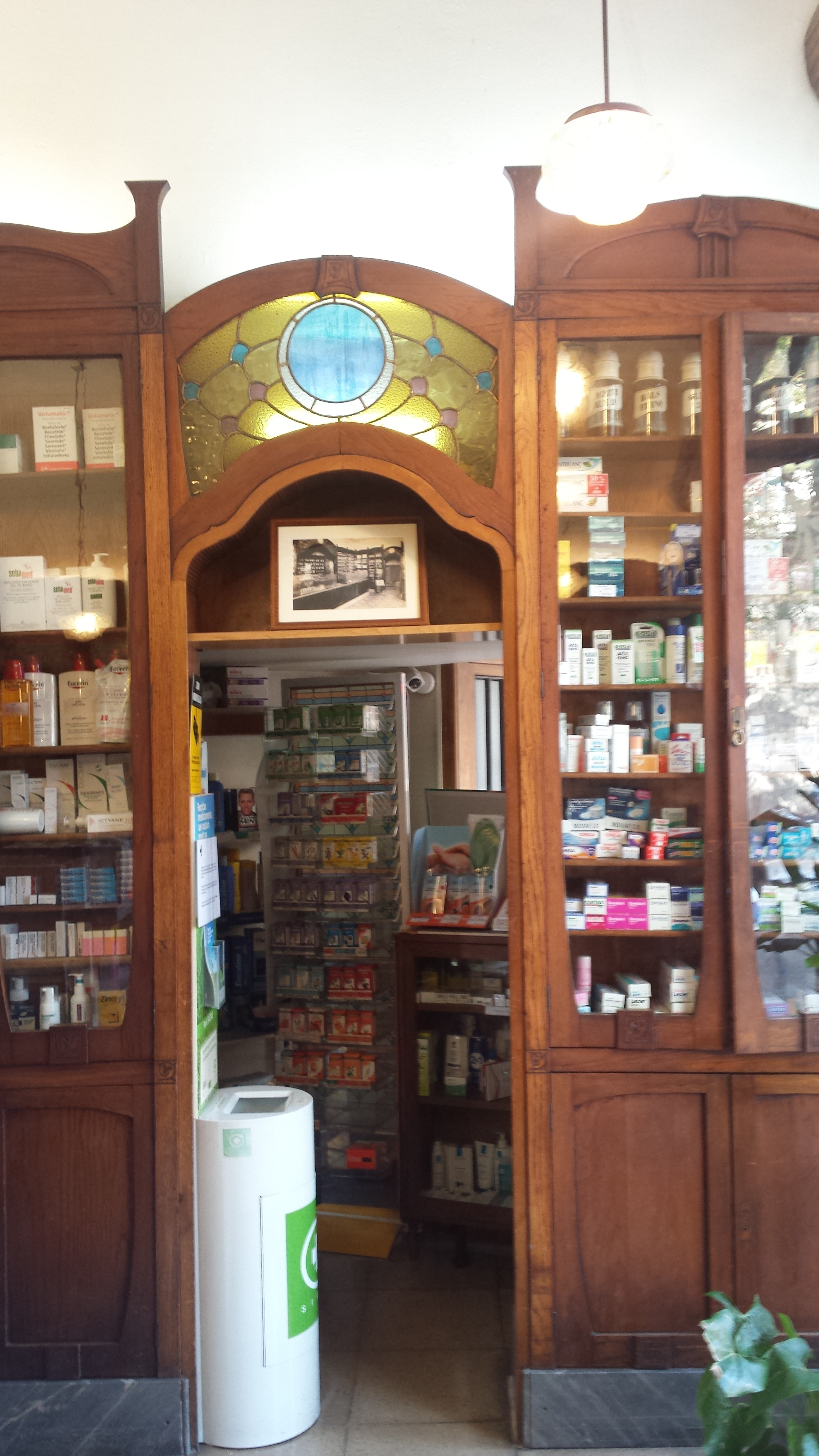
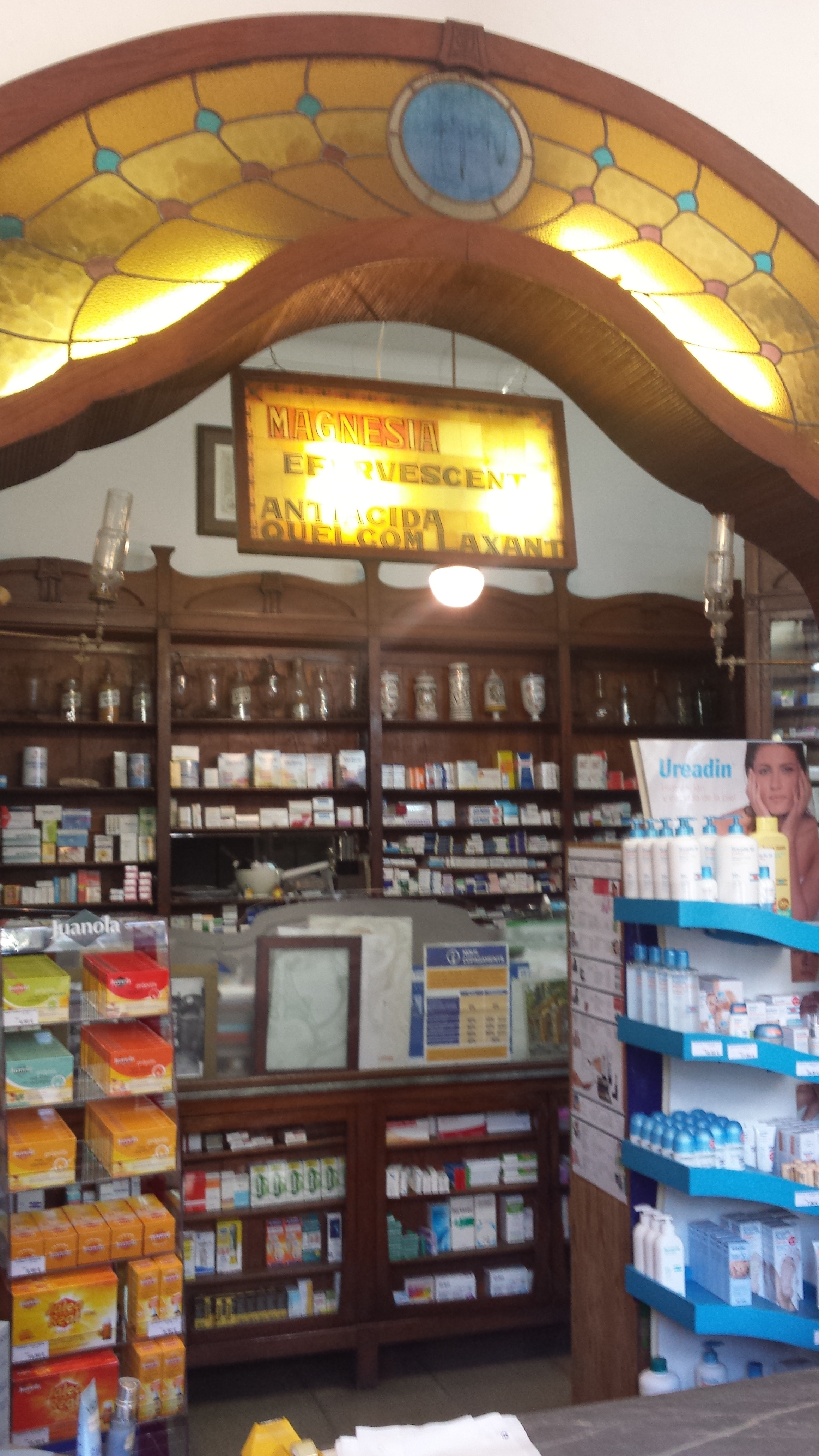
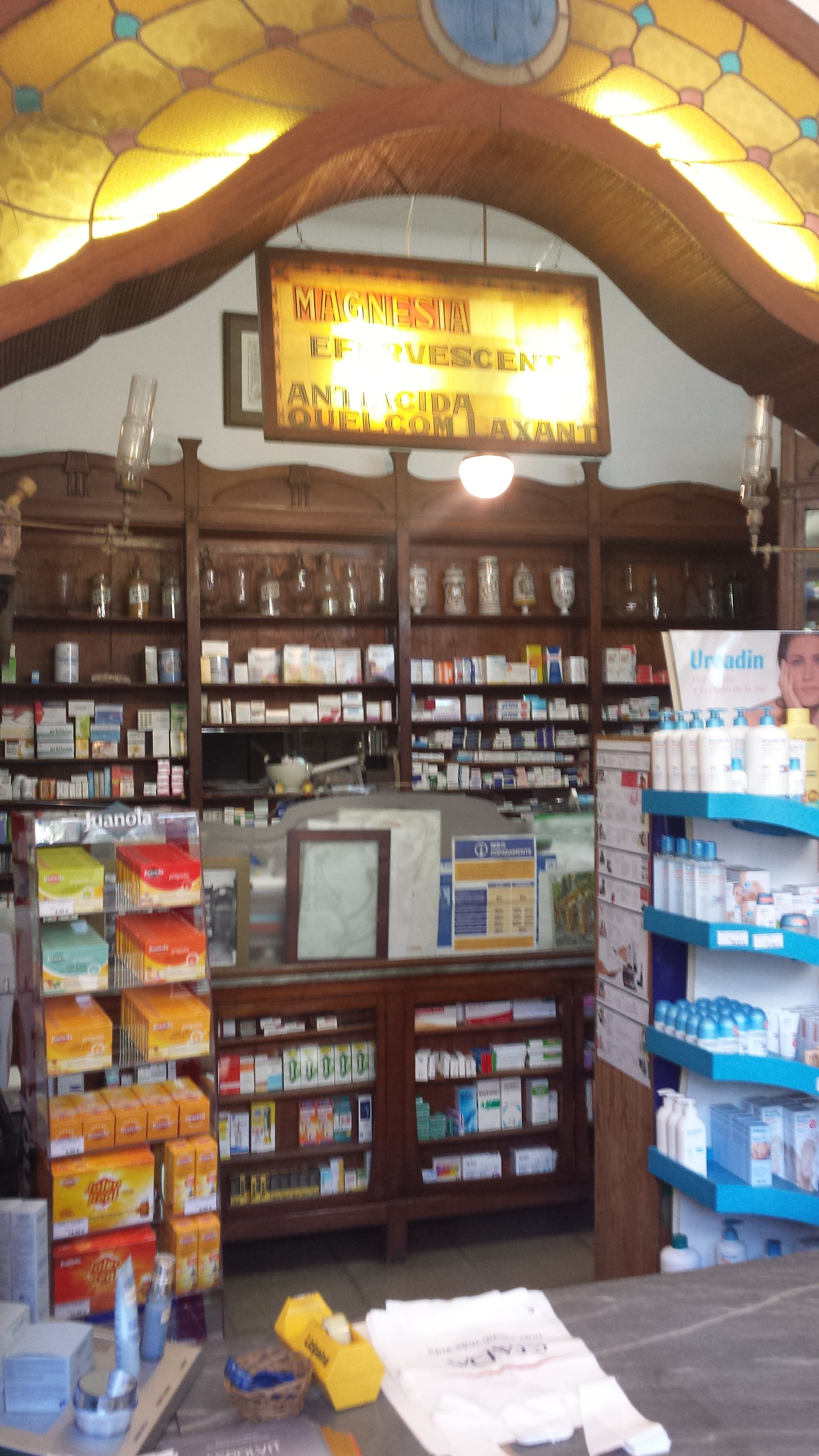
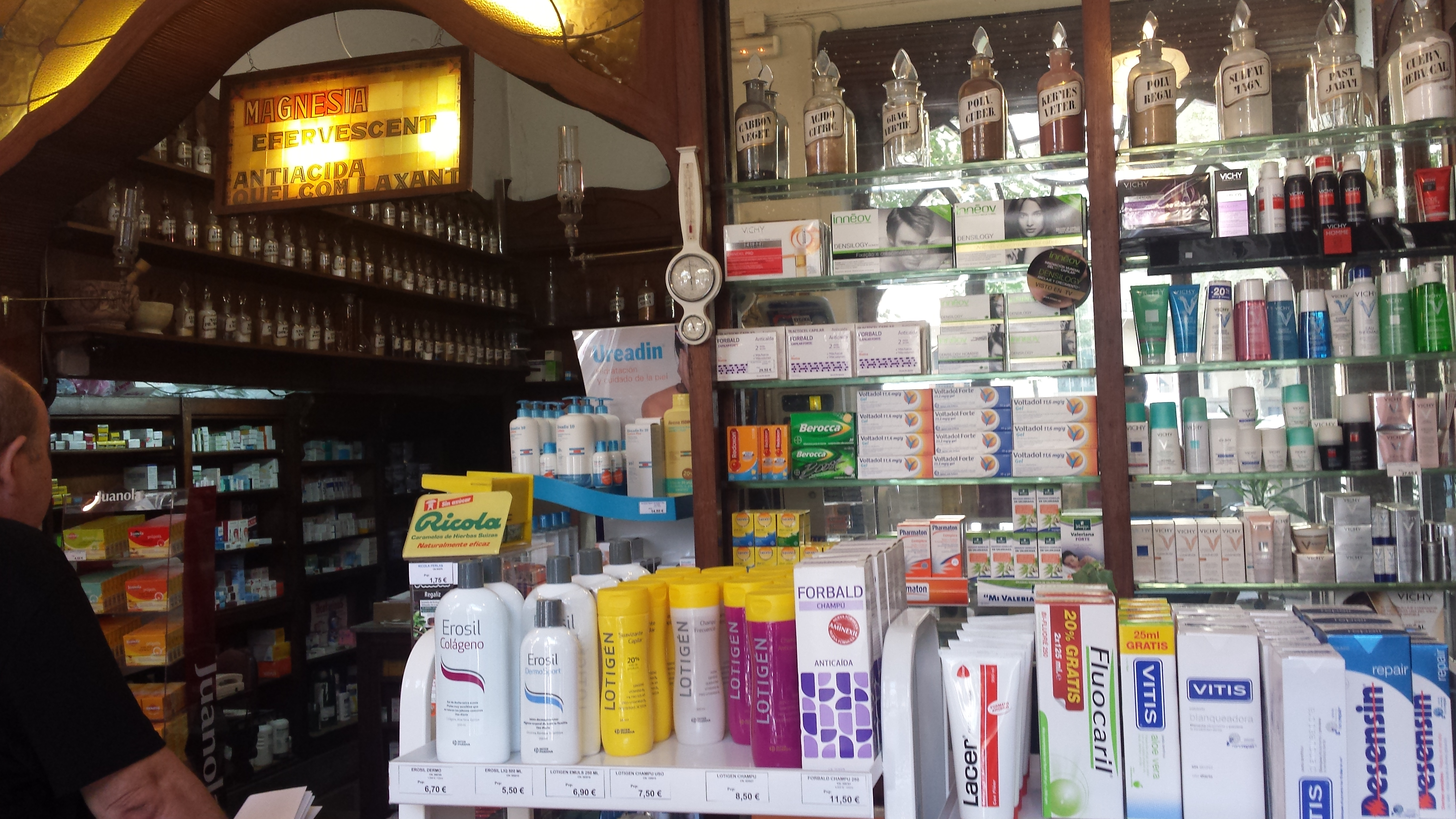